# Hydroporus ijimai
Hydroporus ijimai là một loài bọ cánh cứng trong họ Bọ nước. Loài này được Nilsson & Nakane miêu tả khoa học năm 1993.